# Къу
Къу, къу – trójznak cyrylicy, używany od 1938 r. w języku kabardyjskim. Został stworzony przez Nikołaja Jakowlewa. Wykorzystywany jest do oznaczania dźwięku [qʷ], tj. uwargowionej spółgłoski zwartej języczkowej bezdźwięcznej.

## Kodowanie
| Forma     | Wygląd | Części składowe | Części składowe | Części składowe |
| --------- | ------ | --------------- | --------------- | --------------- |
| majuskuła | Къу    | U+041A К        | U+044A ъ        | U+0443 у        |
| minuskuła | къу    | U+043A к        | U+044A ъ        | U+0443 у        |